# Масая
Масая (на испански: Masaya) е един от 15-те департамента на Никарагуа. Масая е с население от 386 237 жители (по приблизителна оценка от юни 2019 г.) и обща площ от 610,8 км², което го прави най-малкият департамент по площ в Никарагуа. Масая е разделен на 9 общини. Столицата на департамента е едноименния град Масая.